# Biosteres numerosus
Biosteres numerosus är en stekelart som först beskrevs av Fischer 1965.  Biosteres numerosus ingår i släktet Biosteres och familjen bracksteklar. Inga underarter finns listade.